# Fons Rademakers
Alphonse Marie Rademakers, más conocido como Fons Rademakers (Roosendaal, 5 de septiembre de 1920 – Ginebra, 22 de febrero de 2007), fue un director de cine, productor, guionista y actor neerlandés.
Fue el primer director de cine holandés que obtuvo una candidatura al Premio Óscar a la mejor película de habla no inglesa, con Dorp aan de rivier, en 1960. De nuevo fue candidato al Óscar en la misma categoría en 1987 con De aanslag, obteniendo el premio.
Obtuvo también  el Oso de Plata en el Festival de Berlín de 1961 con Makkers staakt uw wild geraas (1960). También participó en la sección oficial de 1959 con Dorp aan de rivier (1958).
Estuvo presente en tres ocasiones en la sección oficial del Festival de Cannes, en 1961 con Het Mes, en 1963 con Als twee druppels water y en 1971 con Mira.

## Biografía
Nació como Alphonse Marie Rademakers el 5 de septiembre de 1920 en Roosendaal, Países Bajos. Era hijo de un funcionario municipal. Estudió en la Amsterdam Academy of Dramatic Arts. Se aficionó a la literatura y fue actor y director teatral antes de dedicarse al cine. Al comenzar la Segunda Guerra Mundial y ser invadidos los Países Bajos por los alemanes, Rademakers fue alistado en las fuerzas armadas holandesas y capturado por los alemanes, pero fue liberado posteriormente. En 1943 logró refugiarse en Suiza, donde permaneció el resto de la guerra. Regresó a Ámsterdam tras la guerra y se unió a una compañía teatral, hasta que decidió que quería dedicarse a dirigir cine.
Su debut como director, Dorp aan de rivier (1958), fue la primera película neerlandesa que obtuvo una nominación al Premio Óscar a la mejor película de habla no inglesa. The Village on the River fue el título de la película usado en la nominación. En la ceremonia, celebrada el 4 de abril de 1960, perdió frente a Orfeo negro, representante de Francia.
Rademakers compitió en la sección oficial del Festival de Cannes en tres ediciones, en 1961 con Het Mes, en 1963 con Als twee druppels water y en 1971 con Mira.
En 1973 estrena Because of the Cats, exhibida en los cines británicos como The Rape; su reparto contaba con Bryan Marshall, Alexandra Stewart y Sylvia Kristel, una joven actriz que poco después se haría muy célebre con su papel de Emmanuelle
De acuerdo con su afición por la literatura, muchas de las películas de Rademakers fueron adaptaciones de novelas. Su siguiente película, Max Havelaar, basada en una obra de Multatoli y estrenada en 1976, es muy crítica con el colonialismo holandés en el territorio de las Indias Orientales Neerlandesas.
Su película De aanslag (1986), estrenada en España como El asalto, es una adaptación cinematográfica de la novela del mismo nombre de Harry Mulisch. Fons Rademakers fue también productor de la película. La historia se desarrolla en los años 40, durante la ocupación alemana de los Países Bajos. El cadáver de un colaborador de los nazis, asesinado por la resistencia, es encontrado junto a la casa de Anton. Los nazis toman represalias, matando a los familiares de Anton y quemando su casa. Anton buscará la verdad sobre lo sucedido. El personaje principal es interpretado por Derek de Lint (en el presente) y Marc van Uchelen (en su juventud). La película ganó el Óscar a la mejor película de habla no inglesa en 1987; The Assault fue el título usado en la nominación. También ganó el Globo de Oro a la mejor película en lengua no inglesa y la Aguja Especial de Oro del Festival Internacional de Cine de Seattle.
Su siguiente película tras El asalto, el drama rodado en inglés Juicio a un desconocido (1989), fue la última que dirigió.
Interpretó papeles secundarios en películas como Mysteries (1978), protagonizada por Rutger Hauer y Sylvia Kristel.
Falleció el 22 de febrero de 2007, a la edad de 86 años, en un hospital de Ginebra. La causa de su muerte fue un enfisema pulmonar. Los médicos retiraron las máquinas de soporte vital debido a los requerimientos del cineasta. A Rademakers le sobrevivieron su mujer y sus dos hijos. Los actores holandeses más famosos, la mayoría de los cuales trabajaron a las órdenes de Rademakers, le recordaron como un buen tipo y un artista comprometido con su oficio.

## Filmografía parcial

### Director
- Dorp aan de rivier (1958)
- Makkers staakt uw wild geraas (1960)
- Het Mes (1961)
- Als twee druppels water (1963)
- De dans van de reiger (1966)
- Mira (1971)
- Because of the Cats (1973)
- Max Havelaar of de koffieveilingen der Nederlandsche handelsmaatschappij (1976)
- Mijn vriend (1979)
- El asalto, titulada originalmente De aanslag (1986)
- Der Rosengarten (1989)

Fuente:Imdb

### Productor
- Als twee druppels water (1963)
- De dans van de reiger (1966)
- Because of the Cats (1973)
- El ocaso de un imperio (1976)
- Dag Dokter (1978)
- Mijn vriend (1979)
- Menuet (1982)
- De aanslag (1986)
- Dagboek van een oude dwaas (1987)

Fuente:Imdb

### Guionista
- Dorp aan de rivier (1958)
- Makkers, staakt uw wild geraas (1960)
- Als twee druppels water (1963)

Fuente:Imdb

### Actor
- De dans van de reiger (1966), como Stem van de Edouard
- De vijanden (1968), como Duitse Willy
- Bezeten - Het gat in de muur (1969), como Raoul Orlov
- Schaep Met De 5 Pooten (1970), serie de TV, episodio Kontract is kontract, como De Heer Lakenhal
- Mira (1971), como Notaris
- Arsène Lupin (1971), serie de TV, episodio La chaîne brisée, como Mullen
- Les lèvres rouges, también conocida como El rojo en los labios y Criaturas de la noche (1971), como Madre[21]
- Markant: Elise Hoomans (TV Movie)
- Una novia llamada Katy Tippel (1975), como Klant
- Lifespan (1975), como Prof. van Arp
- Misterios (1978), como Chief Constable
- Gejaagd door de winst (of het A.B.C. van de moderne samenleving) (1978), cortometraje, como Postbode
- Vrijdag (1980), como Chef van Jules

Fuente:Imdb

## Premios y distinciones
Premios Óscar
| Año  | Categoría                          | Película           | Resultado |
| ---- | ---------------------------------- | ------------------ | --------- |
| 1960 | Mejor película de habla no inglesa | Dorp aan de rivier | Nominado  |
| 1987 | Mejor película de habla no inglesa | De aanslag         | Ganador   |

Festival Internacional de Cine de Berlín
| Año  | Categoría    | Película                      | Resultado |
| ---- | ------------ | ----------------------------- | --------- |
| 1961 | Oso de Plata | Makkers Staakt uw Wild Geraas | Ganador   |

Festival de Cannes
- Nominado a la Palma de Oro en 1961 por Het mes.[25]
- Nominado a la Palma de Oro en 1963 por Als twee druppels water.[26]
- Nominado a la Palma de Oro en 1971 por Mira.[27]

Premios Globo de Oro
- Ganador del Globo de Oro a la mejor película en lengua no inglesa en 1987 por De aanslag (1986).[28]

Bodil Awards
- Premio a la mejor película europea en 1981 por El Ocaso de un imperio (Max Havelaar of de koffieveilingen der Nederlandsche handelsmaatschappij, 1976). Concedido en Copenhague (Dinamarca).[29]

Nederlands Film Festival
- Premio de la ciudad de Utrecht en 1984.[30]
- Ganador del premio de la cultura holandesa en 1987.[30]

Seattle International Film Festival
- Premio al mejor director por El asalto (1986).[31]